# Aleksandra Romanowa (1842–1849)
Aleksandra Aleksandrowna Romanowa ros. Александра Александровна Романова (ur. 30 sierpnia 1842, zm. 10 lipca 1849) – wielka księżna Rosji.

## Krótkie życie
Wielka księżna Aleksandra urodziła się w Carskim Siole, jako córka Aleksandra II Romanowa, cara Rosji, i carycy Marii, z domu księżniczki Hesji. Przez rodzinę była nazywana Lina lub Saszeńka.
Aleksandra była pierwszym dzieckiem swoich rodziców. Zmarła na zapalenie opon mózgowych w Petersburgu w wieku 6 lat. Jej śmierć wstrząsnęła jej rodzicami, a caryca Maria nawet dziesięć lat później zalewała się łzami na każdą wzmiankę o najstarszej córce.
Mała wielka księżna była ulubienicą ojca. Wiele lat po jej śmierci Aleksander II opowiadał o swoim zmarłym dziecku, które: „było mu tak oddane, że błagało, aby pozwolił mu siedzieć w pokoju ojca, nawet gdy był zajęty, i pozostawało tam godzinami w zupełnej ciszy, tylko po to, żeby móc widzieć swojego tatę."

## Przesądy po śmierci
Po jej śmierci pojawiły się głosy, że imię Aleksandra w rodzinie Romanowów przynosi pecha, ponieważ w XIX wieku wszystkie Aleksandry zmarły bardzo młodo (Aleksandra Pawłowna, Aleksandra Nikołajewna, Aleksandra Gieorgiewna). Gdy na tronie carycy Rosji zasiadła wnuczka królowej Wiktorii, która przyjęła imię Aleksandry Fiodorowny, brytyjska opinia publiczna zastanawiała się, dlaczego żadna z jej czterech córek nie otrzymała imienia po matce. Dla wyjaśnienia przywołano wtedy historię małej Aleksandry.